# Francine Zouga
Francine Estelle Zouga Edoa, née le 9 novembre 1987 à Yaoundé, est une footballeuse camerounaise évoluant au poste de milieu de terrain.

## Carrière

### Carrière en club
Francine Zouga intègre l'équipe première du Canon Yaoundé en 2003 avant de rejoindre les Louves Minproff de Yaoundé en 2007. En 2012, elle part en Suisse où elle rejoint le FSG-Aïre le Lignon. En 2013, elle évolue au Kazakhstan pour le ZFK CSHVSM Kairat, et connaît ses premiers matchs de Ligue des champions. En 2014, elle devient joueuse du Montpellier HSC.
Elle joue à partir de 2015 en faveur du club suisse du FF Chênois à Genève. Elle quitte ensuite la Suisse pour la France et la VGA Saint-Maur puis rejoint au début de l'année 2016 l'AS Nancy-Lorraine.

### Carrière en sélection
Elle dispute avec l'équipe du Cameroun les Jeux africains de 2011, conclus sur une médaille d'or, le championnat d'Afrique 2012 et le championnat d'Afrique 2014, s'inclinant en finale face au Nigeria. 
Elle participe également aux Jeux olympiques d'été de 2012, et à la Coupe du monde 2015. Lors du tournoi olympique organisé en Angleterre, elle joue trois matchs pour autant de défaites, contre le Brésil, la Grande-Bretagne et la Nouvelle-Zélande. Il s'agit de deux défaites. Lors du mondial organisé au Canada, elle joue quatre matchs, avec deux victoires contre l'Équateur et la Suisse.

## Palmarès
- Finaliste du championnat d'Afrique 2014 avec l'équipe du Cameroun
- Troisième du championnat d'Afrique 2012 et de la Coupe d'Afrique des nations 2018 avec l'équipe du Cameroun
- Médaillée d'or des Jeux africains de 2011 avec l'équipe du Cameroun